# Robert Jones Derfel
Robert Jones Derfel (24 de julio de 1824 – 17 de diciembre de 1905) fue un poeta y escritor político británico.

## Biografía
Nació en una granja de Merionethshire y se desempeñó como vendedor ambulante para una firma de Mánchester. También ejerció como predicador bautista.  Fundó un club literario en Mánchester junto a John Ceiriog Hughes y otros dos galeses, tras lo cual decidió adoptar el apellido Derfel. Para entonces ya había escrito para algunos periódicos y había sido galardonado con dos premios de poesía en un eisteddfodau local. Robert Owen ejerció una influencia importante en su postura política. A Jones Derfel también se le atribuyen los primeros artículos sobre socialismo en galés, en los que abogaba por una universidad en Gales. En 1865 compró una librería en Mánchester, con prensa escrita, y más adelante produciría las conocidas "Derfel's School Series" sobre temas vinculados a Gales. En sus últimos años de vida escribió mayoritariamente en inglés, en especial sobre socialismo.

## Obra
- Brad y Llyfrau Gleision (La traición de los libros azules) (1854)
- Traethodau ac Areithiau (Ensayos y discursos) (1864)